# 1391 Carelia
1391 Carelia là một tiểu hành tinh vành đai chính with a periapsis of 2.1183552 AU. Nó có độ lệch tâm là 0.1674461 và chu kỳ quỹ đạo là 1484.2736262 ngày (4.06 năm). Nó có vận tốc quỹ đạo trung bình là 18.66764903 km/s và độ nghiêng quỹ đạo là 7.58649°.
Tiểu hành tinh được phát hiện ngày 16 tháng 2 năm 1936 ở Turku Observatory bởi Yrjö Väisälä.